# Gálosi Zoltán

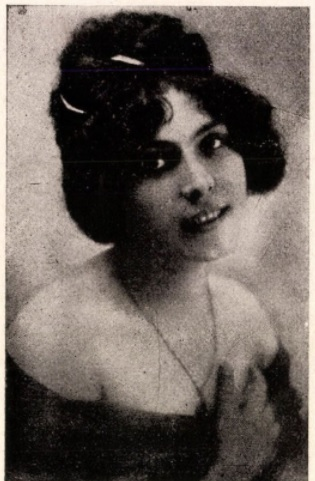
Gálosi Zoltánné, Dezséri Mária színésznő portréja a Magyar színművészeti lexikonban (1929)

Gálosi Zoltán (Garamkissalló, 1886. szeptember 26. – Budapest, Erzsébetváros, 1960. december 20.) színész.

## Életútja
Atyja Gálosi János színész, anyja Bussay Clarisse (Klarissza). A Színművészeti Akadémia elvégzése után a budapesti Nemzeti Színház ösztöndíjas tagjaként Kolozsvárra szerződött. Mint karakter-naturburs az első világháború kitöréséig a kolozsvári közönség kedvence volt. 1905-ben Drexler családi nevét Gálosira változtatta. A kolozsvári Nemzeti Színháznak 1911-ben a Magyar Színházban történt vendégszereplése alkalmával az »Omnia vincit Amor« férfi főszerepében tűnt fel játékával.
1914-ben bevonult katonának, és a háborút mint tüzértiszt a szerb és olasz harctereken küzdötte végig. Maláriával került vissza Kolozsvárra a piavei frontról.
A román impérium miatt felment Budapestre. Miután itt nem tudott színházaknál elhelyezkedni, a BSZKRT-nál nyert alkalmazást. 1920. június 23-án Budapesten, az Erzsébetvárosban feleségül vette Genzau (Dezséri) Emma Mária színésznőt. Halálát combnyaktörés, tüdőgyulladás okozta. Felesége több mint hét évvel élte túl, elhunyt 1968. május 24-én.

## Filmszerepei
- Sárga csikó (1913) – Pali
- A tolonc (1914) – inas
- A kormányzó (1915)
- Palika (1918) – Sebestyén, Palika osztálytársa
- A vadorzó (1918) – Schneider erdőkerülő